# Hypozetes laysanensis
Hypozetes laysanensis är en kvalsterart som beskrevs av Aoki 1964. Hypozetes laysanensis ingår i släktet Hypozetes och familjen Austrachipteriidae. Inga underarter finns listade i Catalogue of Life.